# 清和观
清和观位于中国山西省长治市沁县郭村镇郭村健力宝希望小学院内，在城西约13公里，大云院东侧，已列为长治市文物保护单位。

## 建筑
前殿三清殿据《中国（山西）文物地图册》称为元代木结构建筑，已被焚毁，完全塌毁，仅存三面土墙。墙上残留的壁画痕迹依稀可见；包括一尊衣带飘飘的仙人图像；人物体形庞大，构图流畅。
后殿“黄罗殿”面阔五间，进深四椽，单檐悬山顶；明清风格。斗拱有的保留元代风格，也有清代风格。2011年东侧坍塌，塌落的梁架构件就地腐朽。残存的西侧也摇摇欲坠，西墙残余的壁画危在旦夕。2014年修缮。
清和观内原有两块碑记，一块是明代嘉靖六年碑，已消失；另一块是清代宣统元年石碑，刻有《重修清和观记》，立于三清殿前左墙角处，高2.5米，刻立时间为清宣统元年（1909年），碑文涉及当时热门的“宪政”话题。

## 保护
1986年，清和观公布为县级文物保护单位。
2007年，清和观升格为第四批长治市文物保护单位。